# Service civil (France)
Le service civil était un mode d'accomplissement du service national en France, qui a été suspendu (et non supprimé) en même temps que le service national obligatoire entre 1997 et 2001. 
En général, il s'agissait d'un service alternatif à l'armée destiné aux objecteurs de conscience.
On peut considérer qu'il a été remplacé par le « Service civil volontaire » en 2006, puis par le « Service civique » mis en place depuis mi-2010.